# Stabilimento Olivetti (Harrisburg)
Lo stabilimento Olivetti è stato uno degli stabilimenti della società Olivetti, costruito ad Harrisburg, capitale dello Stato della Pennsylvania, per la produzione di macchine da scrivere della controllata Underwood Typewriter Company.
Progettato negli anni sessanta da Louis Kahn, lo stabilimento è un'opera di architettura moderna.

## Storia
Nel 1966 la Olivetti, dopo aver acquistato la Underwood ed essersi resa conto dell'arretratezza degli impianti produttivi, decide di aprire una nuova fabbrica ad Harrisburg, dove era stato comprato un grande terreno, e si affida il progetto all'architetto Louis Kahn, che lavora con la collaborazione di Antonio Migliasso e di un giovanissimo Renzo Piano.
Lo storico e critico dell'architettura Joseph Rykwert  ha sottolineato il fatto che la Olivetti fosse una delle poche aziende che assumessero famosi architetti per progettare i loro stabilimenti industriali, e Kahn sarebbe stato felice di lavorare per un cliente sofisticato come la Olivetti.
Ai progettisti viene lasciato campo libero, eccetto alcuni vincoli imposti dall'azienda, quali l'adozione di soluzioni adeguate al ciclo produttivo e il rispetto dei tempi e dei costi.
L'azienda e Kahn decidono inoltre di creare una bella area verde di colline lievemente ondulate imponendo come ulteriore limite  il rispetto del paesaggio; altri punti sono la necessità di luce naturale, che deve essere garantita da lucernari, e ridurre al minimo il numero dei pilastri per agevolare il movimento interno.
Per rispettare gli ultimi due punti, viene realizzato un modulo composto da  un pilastro che regge una soletta di forma ottagonale, e gli spazi vuoti superstiti di forma quadrata sono rivestiti da lucernari, progettati dall'architetto Renzo Piano. Questo modulo ha permesso di coprire un'area coperta di circa 25000 m² con sole 8 file di 9 moduli ciascuna.
Questo modulo, detto a ombrello, era già stato studiato e progettato da Louis Kahn nel 1944 per essere applicato in case prefabbricate per il dopoguerra, realizzate poi in maniera tradizionale.
Esternamente la fabbrica è un parallelepipedo con vetrate che lasciano filtrare luce e permettono di ammirare il paesaggio agreste.
Lo stabilimento viene inaugurato nel 1970.